# Creteo
Creteo (in greco antico: Κρηθεύς?, Krēthèus) è un personaggio della mitologia greca. Fu re di Iolco.

## Genealogia
Figlio di Eolo e di Enarete, sposò Tiro che lo rese padre di Esone, Fere ed Amitaone. 

Creteo fu anche padre delle figlie Astidamia (da alcuni autori citata come Ippolita), Mirina ed una terza figlia (mai nominata) che divenne la madre di Asterio.
Creteo inoltre adottò anche i due figli avuti dalla moglie Tiro (Pelia ed Neleo) da una precedente relazione con Poseidone.
Tra le sue relazioni ci fu anche Demodice che Igino definisce sua seconda moglie.

## Mitologia
Creteo fondò Iolco, la città dove Pelia e Neleo in seguito si contesero il regno e da cui partì la spedizione degli Argonauti.